# Pseudometopia appendiculata
Pseudometopia appendiculata är en insektsart som beskrevs av Schmidt 1928. Pseudometopia appendiculata ingår i släktet Pseudometopia och familjen dvärgstritar.
Artens utbredningsområde är Colombia. Inga underarter finns listade i Catalogue of Life.